# Philipp Karl von Eltz
Philipp Karl von Eltz-Kempenich (Burg Kempenich, 26 ottobre 1665 – Magonza, 21 marzo 1743) è stato un arcivescovo cattolico tedesco, principe-arcivescovo di Magonza dal 1732 e cancelliere del Sacro Romano Impero.

## Biografia

### I primi anni

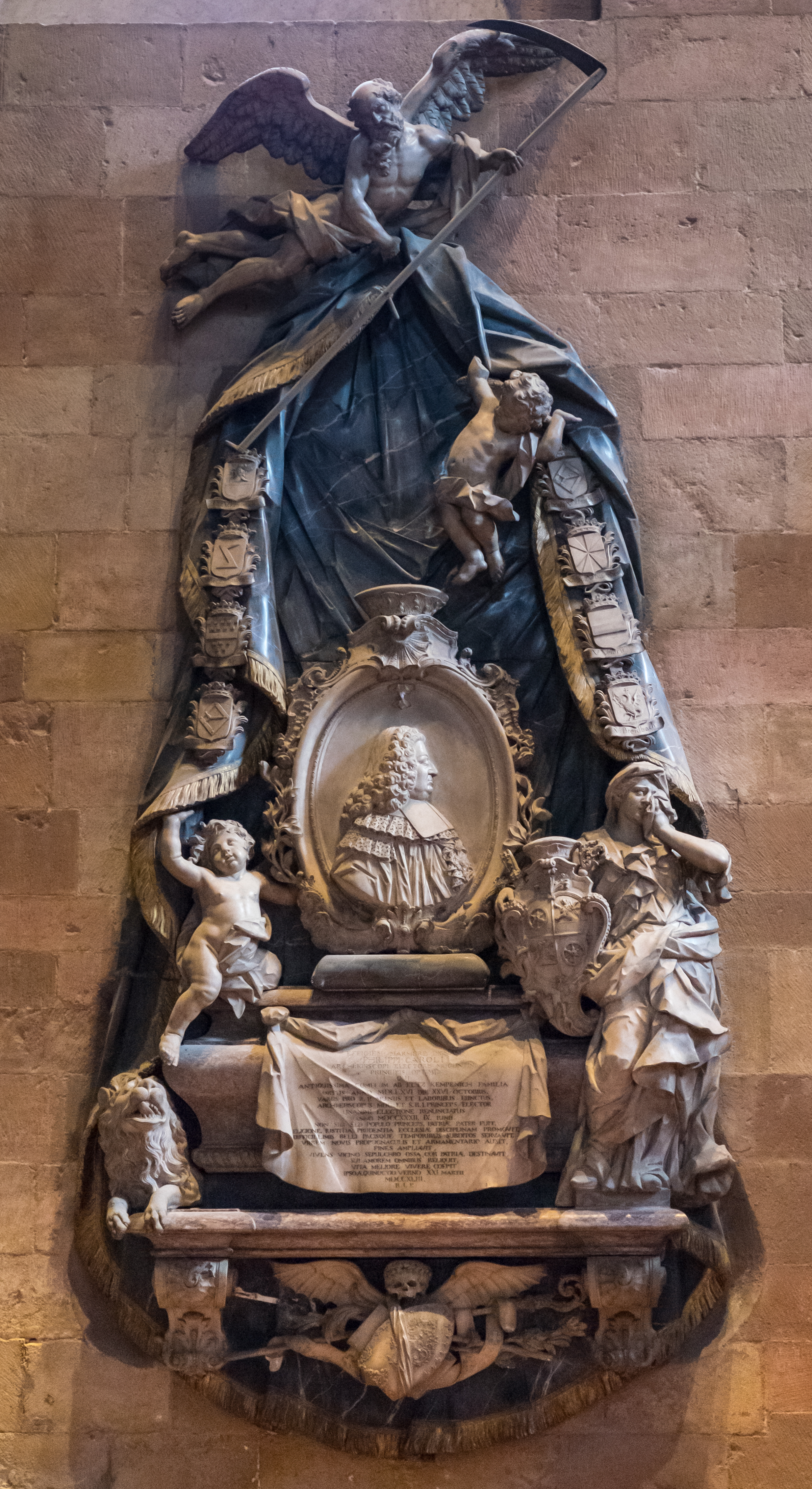
La tomba di Philipp Karl von Eltz nella cattedrale di Magonza.

Philipp Karl era figlio del conte Johann Anton von Eltz-Kempenich e di sua moglie, Anna Maria Antonie Schenk von Schmittburg.
Al contrario di molti dei suoi predecessori, Philipp Karl von Eltz fondò il proprio operato sulla riflessione teologica. Per questo, nel 1686 a Roma, chiese l'autorizzazione per la fondazione del Collegium Germanicum et Hungaricum, il seminario tedesco per i sacerdoti della città. Successivamente entrò come canonico nei capitoli delle cattedrali di Magonza e Treviri. A Magonza ricoprì anche l'incarico di cantore.

### Arcivescovo di Magonza
Alla morte dell'arcivescovo Francesco Luigi del Palatinato-Neuburg, il capitolo della cattedrale scelse Philipp Karl quale suo successore, il 9 giugno 1732, con una votazione unanime. Come arcivescovo, continuò i propri interessi religiosi, contribuendo alla diffusione di testi religiosi.
In campo politico si trovò a dover fronteggiare delicate questioni, che però demandò essenzialmente ai propri collaboratori. In quegli stessi anni, inoltre, riuscì a garantirsi una pensione annua di 100.000 talleri in concordato con l'imperatore Francesco Stefano, il quale era marito di Maria Teresa d'Asburgo, la quale era succeduta al trono imperiale dopo la morte del padre Carlo VI e dopo aspre contese al trono.
Proprio per questi obblighi verso la casata degli Asburgo, l'arcivescovato di Magonza venne coinvolto negli scontri tra Austria e Francia. I due stati si fronteggiarono dapprima nella Guerra di successione polacca a partire dal 1733, coinvolgendo gran parte delle terre del Reno, le quali si trovavano al confine tra le due nazioni. Correndo il pericolo di essere invaso dai francesi Philipp Karl lasciò i lavori di fortificazione nelle mani della città di Magonza, trasferendosi nel 1736 in Croazia dove aveva acquistato la proprietà di Vukovar nella regione della Slavonia. Nel 1738 diede via ad un concordato di pace tra Francia e Vienna, nel tentativo di salvare le forze economiche dell'Austria e la salute dei propri stati.
Anche la mediazione di Philipp Karl, ad ogni modo, non fu sufficiente a rafforzare le posizioni di legittimità di Maria Teresa al trono imperiale e il 14 gennaio 1742 Carlo Alberto di Baviera venne scelto quale nuovo imperatore (egli era anche alleato con la Francia, che ovviamente appoggiava questa elezione). Nel medesimo anno l'Austria propose una coalizione contro Francia e Prussia, la quale aveva intenzione di contrastare l'impero, opponendosi con la propria crescente forza militare. Questi fatti posero nuovamente in difficoltà i territori dell'arcivescovato di Magonza.
Philipp Karl morì però il 21 marzo 1743 a Magonza e venne sepolto nella cattedrale di Magonza.

## Genealogia episcopale e successione apostolica
La genealogia episcopale è:
- Cardinale Guillaume d'Estouteville, O.S.B.Clun.
- Papa Sisto IV
- Papa Giulio II
- Cardinale Raffaele Riario
- Papa Leone X
- Papa Clemente VII
- Cardinale Antonio Sanseverino, O.S.Io.Hieros.
- Cardinale Giovanni Michele Saraceni
- Papa Pio V
- Cardinale Innico d'Avalos d'Aragona, O.S.Iacobi
- Cardinale Scipione Gonzaga
- Patriarca Fabio Biondi
- Papa Urbano VIII
- Cardinale Cosimo de Torres
- Cardinale Francesco Maria Brancaccio
- Vescovo Miguel Juan Balaguer Camarasa, O.S.Io.Hieros.
- Papa Alessandro VII
- Arcivescovo Massimiliano Enrico di Baviera
- Vescovo Johann Heinrich von Anethan
- Arcivescovo Anselm Franz von Ingelheim
- Vescovo Matthias Starck
- Arcivescovo Lothar Franz von Schönborn
- Vescovo Friedrich Karl von Schönborn-Buchheim
- Arcivescovo Philipp Karl von Eltz

La successione apostolica è:
- Vescovo Christoph Nebel (1734)